# Paul de Moffarts
Marie Joseph Léonce Charles Paul de Moffarts (Luik, 8 maart 1869 - Strée, 15 maart 1958) was een Belgisch senator.

## Biografie

### Familie
Paul de Moffarts behoorde tot de familie de Moffarts, die sinds het begin van de 18e eeuw over adelbrieven beschikte. De overgrootvader van Paul kreeg, samen met andere familieleden, adelserkenning in 1817, met de titel van baron voor hem en al zijn nakomelingen. Hij was de zesde van de acht kinderen van baron Léonce de Moffarts (1839-1902) en Ida de Macar (1836-1902). Hij was een kleinzoon van Ferdinand de Macar, industrieel, gouverneur en senator, en een neef van Ferdinand de Macar, industrieel, burgemeester van Hermalle-sous-Huy, volksvertegenwoordiger en voorzitter van de Raad van Adel.
Hij trouwde in 1893 in Saint-Marc met Louise del Marmol (1868-1954). Ze kregen een zoon en een dochter.
- Marie-Antoinette de Moffarts (1896-1920)
- Pierre de Moffarts (1901-1981), trouwde in 1926 in Sint-Denijs-Westrem met Marie-Henriette de Hemptinne (1904-1972), dochter van Joseph de Hemptinne (1859-1942), burgemeester van Sint-Denijs-Westrem. Ze kregen vier zoons en twee dochters, met afstammelingen tot heden.

### Loopbaan
De Moffarts promoveerde tot doctor in de rechten aan de Universiteit Luik en werd provincieraadslid van Luxemburg (1901-1919).
In 1919 werd hij verkozen tot katholiek senator voor het arrondissement Aarlen-Marche-Bastenaken-Neufchâteau-Virton en oefende dit mandaat uit tot in 1936.